# Hosszú Miklós
Hosszú Miklós (Somogyszob, 1929. március 7. – Budapest, 1980. június 4.) magyar matematikus, a matematikai tudományok doktora és egyetemi tanár.

## Életpályája
Hosszú József és József Julianna gyermekeként Somogyszobon született. 1947-ben  érettségizett Csurgón, a Csokonai Vitéz Mihály Református Gimnáziumban. 1948-tól a Bolyai János Matematikai Társulat tagja. Felsőoktatási tanulmányait az Eötvös Loránd Tudományegyetem Társadalomtudományi Karán végezte, ahol 1951-ben matematika-fizika-ábrázoló geometria tanári oklevelet szerzett. 1951-től a miskolci Rákosi Mátyás Nehézipari Műszaki Egyetem Matematika Tanszékének tanársegéde, 1957-től adjunktusa, 1963-tól docense, majd 1965-től pedig egyetemi tanára lett. 1957-ben megvédte „A disztributivitás függvényegyenletének általánosításai és a topologikus izomorfizmusok az n-dimenziós térben” című kandidátusi értekezését, ezzel a matematikai tudományok kandidátusa lett – a miskolci Matematika Tanszéken elsőként. 1958-ban doktorált a debreceni Kossuth Lajos Tudományegyetemen. 1964-ben „Algebrai rendszereken értelmezett függvényegyenletek” című doktori értekezését megvédve elnyerte a matematikai tudományok doktora címet. 1972-ben a Gödöllői Agrártudományi Egyetem professzorává, az akkor szerveződő Matematikai és Számítástechnikai Intézet első igazgatójává nevezték ki.
Többváltozós függvényegyenletek vizsgálatával foglalkozott, az algebrai rendszereken értelmezett függvényegyenletek világhírű kutatója. Jelentős eredményeket ért el a trigonometriai, valamint a Cauchy- és Pexider-típusú függvényegyenletek általánosításai terén. Róla nevezték el a Hosszú-féle függvényegyenletet.
Életműve száznál több tudományos cikket, jegyzetet, egyetemi tankönyvet és egyéb könyvet ölel fel.
1980. június 12-én helyezték örök nyugalomra a rákoskeresztúri temetőben.

## Díjai, elismerései
- Grünwald Géza-díj (1954)
- MTA doktora (1957)

## Publikációi
- Hosszú Miklós:  A biszimmetria függvényegyenletéhez. (magyarul)  MTA Alkalmazott Matematikai Intézetének Közleményei,  I. évf.   (1952)
- Hosszú Miklós:  On the functional equation of autodistributivity. (angolul)  Publicationes Mathematicae,  III. évf.   (1953)   83–86. o.
- Hosszú Miklós:  A generalization of the functional equation of bisymmetry. (angolul)  Studia Mathematica,  XIV. évf.   (1953)   100–106. o. doi
- Hosszú Miklós:  On the functional equation of distributivity. (angolul)  Acta Mathematica Academiae Scientiarum Hungaricae,  IV. évf.   (1953)   159–167. o. doi
- Hosszú Miklós:  On the functional equation of transitivity. (angolul)  Acta Scientiarum Mathematicarum,  XV. évf.   (1954)   203–208. o.
- Hosszú Miklós:  Some functional equations related with the associative law. (angolul)  Publicationes Mathematicae,  III. évf.   (1954)   205–214. o.
- Hosszú Miklós – Botos György:  Implicit alakú függvénykapcsolatok ábrázolása pontsoros nomogrammokkal. (magyarul)  MTA Alkalmazott Matematikai Intézetének Közleményei,  III. évf.   (1955)   195–208. o.
- Hosszú Miklós – Aczél János:  On Transformation with Several Parameters and Operations in Mutlidimensional Spaces. (angolul)  Acta Mathematica Academiae Scientiarum Hungaricae,   (1956)  doi
- Hosszú Miklós:  Néhány többváltozós függvényegyenlet általánosítása. (magyarul)  Az MTA III. Osztályának Közleményei,  VI. évf.   (1956)   439–449. o.
- Hosszú Miklós:  Nemszimmetrikus középértékek. (magyarul)  MTA Alkalmazott Matematikai Intézetének Közleményei,  VII. évf.   (1957)   207–218. o.
- Hosszú Miklós: A disztributivitás függvényegyenletének általánosításai és topologikus izomorfizmusok az n-dimenziós térben: Kandidátusi értekezés. (magyarul) Budapest: (kiadó nélkül). 1957.
- Hosszú Miklós – Ifj. Drahos István – Hornyik László:  Modulujjmaró profiljának meghatározása szerkesztéssel és számítással. (magyarul)  Gép,  X. évf.   (1958)   306–310. o.
- Hosszú Miklós:  Az Euler-féle homogén függvény értelmezése és jellemzése általános algebrai rendszerben. (magyarul)  Nehézipari Műszaki Egyetem Közleményei,  II. évf.   (1958)   157–166. o.
- Hosszú Miklós – Ifj. Drahos István – Hornyik László:  Egy szerszámgeometriai probléma matematikai megoldása. (magyarul)  MTA Matematikai Kutató Intézete Közleményei,  III. évf.   (1958)   83–96. o.
- Hosszú Miklós:  A generalization of the functional equation of distributivity. (angolul)  Acta Mathematica Academiae Scientiarum Hungaricae,  XX. évf.   (1959)   67–80. o.
- Hosszú Miklós:  Függvényegyenletek és algebrai módszerek a geometriai objektumok elméletében. 1–3.: Belouszov egy tételéről és annak néhány alkalmazásáról. (magyarul)  MTA III. Osztályának Közleményei,  IX. évf.   (1959)
- Hosszú Miklós:  Megjegyzések mátrixok skalár értékű, multiplikatív függvényéről. (magyarul)  Nehézipari Műszaki Egyetem Közleményei,  V. évf.   (1961)   173–176. o.
- Hosszú Miklós – Aczél János – V. D. Belousov:  Generalized associativity and bisymmetry on quasigroups. (angolul)  Acta Mathematica Academiae Scientiarum Hungarica,  XI. évf.   (1963)   127–136. o. doi
- Hosszú Miklós:  Észrevételek a relativitáselméleti időfogalom Reichenbach-féle értelmezéséhez. (magyarul)  Nehézipari Műszaki Egyetem Közleményei,  X. évf.   (1964)   223–233. o.
- Hosszú Miklós: Lineáris algebra. (Fejezetek a matematikából mérnököknek. 1. Miskolc, 1968)
- Hosszú Miklós: Matematikai programozás. I–II. kötet Egyetemi tankönyv. (A Nehézipari Műszaki Egyetem tankönyvei. Bp., 1968–1969 2.kiadás: 1970–1971)